# 七海加奈
七海 加奈（ななうみ かな、11月9日）は、日本の女性声優。福島県出身。フリー。声優ユニット・Sprout!!の元メンバー。

## 経歴
2018年10月にクロコダイル預かり所属となった。2020年6月30日付でクロコダイルを退所。なお、クロコダイルの新人声優によるユニット・Sprout!!での活動においても2021年4月4日で卒業した。

## 人物
- 歌う事が好きで、作詞作曲も行っており、学生時代はバンド活動もしていた。役者としての活動と並行し、アコースティックライブを中心に音楽活動を行っていたが、2018年にライブイベント等への参加を休止する事を発表。
- 無類のプリキュアシリーズ好き。テンションが上がった時はテレビの前で曲に合わせて踊る事もある。
- ゆきくんという猫を飼っている

## 出演

### ゲーム
- スマッシング・チキンズ（2018年、キャラナビ)
- 放置少女〜百花繚乱の萌姫たち〜（2018年、于吉、李典、劉禅）
- ヘルプ!!!～恋が丘学園おたすけ部～（2019年、安藤千紀）

### ラジオ
- アニメ探偵団3（2016年4月 - 2018年4月、RKC高知放送）